# زندان رجایی‌شهر
زندان رَجایی‌شَهر با نام قبلی زندان گوهَردَشت یک زندان بود که در شمال شهر کرج استان البرز قرار داشت و متهمان جرائم عمومی و همچنین برخی زندانی‌های سیاسی در آنجا نگهداری می‌شدند.سرانجام با تکمیل جابه‌جایی و انتقال زندانیان به زندان قزل‌حصار، این زندان معروف ایران کاملاً تخلیه و تعطیل شد.

## مشخصات

### نام
زندان رجایی‌شهر ابتدا با نام زندان گوهردشت شناخته می‌شد. دلیل این امر آن بود که در منطقه گوهردشت شهر کرج واقع شده است. پس از مدتی بنابر دلیل‌های نامشخص نام آن به رجایی‌شهر تغییر پیدا کرد. رجایی‌شهر به محلی در کرج گفته می‌شود که زندان در حوالی آن ساخته شده است اما بیشتر افراد رجایی‌شهر یا رجایی را به زندان مشهور رجایی‌شهر می‌شناسند. حمید صفت خواننده ایرانی، پس از به اتهام قتل عمدی پدر خویش روانه زندان رجایی‌شهر شد. وی پس از آزادی، آهنگی با نام عجایب شهر را خواند که بعدها زندان رجایی‌شهر به عجایب شهر نیز شهرت یافت.

### ساختمان
تاکنون اطلاع‌رسانی دقیقی از سال ساخت زندان رجایی شهر موجود نیست اما برخی از منبع‌های خبری سال ساخت این زندان را قبل از انقلاب ۱۳۵۷ می‌دانند. به احتمال زیاد این زندان پس از انقلاب، به‌طور رسمی تکمیل و تأسیس شد. زندان درون دیواری محصور است که از هر طرف برجک‌هایی برای نظارت و دیدبانی طراحی شده‌اند. زندان رجایی‌شهر دارای یک در اصلی که محل ورود یا خروج زندانی‌ها است و در دیگر برای سالن ملاقات ساخته شده است. زندان رجایی‌شهر دارای ده بند (اندرزگاه) است که هر اندرزگاه به سه سالن تقسیم می‌شود و هر سالن دارای ۳۰ یا ۳۱ اتاق است. سالن‌ها نیز فاقد هر گونه دوربین مداربسته هستند و فقط دارای یک آیفون تصویری هستند که با هماهنگی وکیل‌بند زندانی‌ها اجازه برقراری ارتباط با زیر هشت (محل نگهبانی یا محل افسر نگهبان) را دارند. اصطلاح زیر هشت در زندانِ قصر رایج شد؛ زیرا محلِ استقرارِ نگهبانان در تقاطعِ هشت راهروی زندان بود و هم‌اکنون نیز این اصطلاح بسیار در زندان‌ها به‌خصوص رجایی‌شهر کاربرد گسترده‌ای دارد.

### قرنطینه
قرنطینه نیز بخش جدا از زندان بوده و فقط مختص زندانی‌هایی است که مرخصی برگشته‌اند یا جدید الورود هستند. قرنطینه بخش تمیز و پاکیزه زندان رجایی‌شهر بوده اما به هرحال دارای جانورهای موزی مانند ساس و گِبِل است.

### اندرزگاه‌ها
زندان رجایی‌شهر دارای ده بند (اندرزگاه) بود که هر اندرزگاه به سه سالن تقسیم می‌شد و زندانی‌ها برای رفتن به سالن‌ها می‌بایست از طریق زیر هشت وارد اندرزگاه شده و سپس روانه سالن‌ها می‌شدند.

#### اندرزگاه یک
اندرزگاه یک اولین اندرزگاه رجایی‌شهر بود که شامل سالن‌های یک، دو و سه م یشد. در اندرزگاه شش گزارش‌های بسیاری از درگیری‌های مرگبار و هجوم زیاد گارد توسط رسانه‌ها افشا شده‌اند.

#### اندرزگاه دو
اندرزگاه دو دومین اندرزگاه رجایی‌شهر بود که شامل سالن‌های چهار، پنج و شش می‌شد. زندان رجایی‌شهر دارای یک دارالقران مرکزی است. در اندرزگاه دو که به دارالقرآن معروف است، فعالیت‌های ویژه آموزش و حفظ قرآن صورت می‌گیرد. به‌طور معمول از این اندرزگاه بیشتر از اندرزگاه‌های دیگر بازدید می‌شود و رسانه‌های جمهوری اسلامی بیشتر بر روی این اندرزگاه متمرکز هستند تا وجه مدنظر دارالقرآن را به کل اندرزگاه‌های دیگر نیز نسبت دهند.

#### اندرزگاه سه
اندرزگاه سه سومین اندرزگاه رجایی‌شهر بود که شامل سالن‌های هفت، هشت و نه می‌شد. در اندرزگاه سه که به کارگری معروف بود، کسانی که در کارخانه‌ها و کارگاه‌های زندان مشغول به کار هستند نگهداری می‌شدند.

#### اندرزگاه چهار
اندرزگاه چهار چهارمین اندرزگاه رجایی‌شهر بود که شامل سالن‌های ده، یازده و دوازده می‌شد. اندرزگاه چهار معروف به اندرزگاه سیاسی بود. در اندرزگاه ۴ بخش قرنطینه وجود داشت که افراد از ابتدای ورود به مدت سه ماه آنجا زندانی می‌شدند. در اندرزگاه ۴ نیز به جز بخش قرنطینه دو بخش مختص جوانان ۱۸ الی ۲۰ سال و پیرمردان وجود داشت.

#### اندرزگاه پنج
اندرزگاه پنج پنجمین اندرزگاه رجایی‌شهر بود که شامل سالن‌های سیزده، چهارده و پانزده می‌شد. اندرزگاه ۵ که به بند جوانان شهرت داشت محل زندانی‌های جوان است

#### اندرزگاه شش
اندرزگاه شش ششمین اندرزگاه رجایی‌شهر بود که شامل سالن‌های شانزده، هفده و هجده می‌شد. خبرهایی از قتل در این اندرزگاه بسیار بگوش می‌خورد.

#### اندرزگاه هفت
اندرزگاه هفت هفتمین اندرزگاه رجایی‌شهر بود که شامل سالن‌های نوزده، بیست و بیست‌ویک می‌شد. اندرزگاه هفت در کنار چهار یکی دیگر از اندرزگاه‌های سیاسی بود. اختلال در خط‌های تماس از سوی مسئولان و محرومیت زندانیان از ارتباط با خارج زندان در اندرزگاه هفت به شدت گسترده‌بود. همچنین پس از هر اعتراض سراسری درون کشور، زندان و به‌خصوص این اندرزگاه فضای فوق امنیتی به خود می‌گرفت و نیروهای امنیتی سپاه پاسداران در آنجا حضور می‌یافتند.

#### اندرزگاه هشت
اندرزگاه هشت هشتمین اندرزگاه رجایی‌شهر بود که شامل سالن‌های بیست‌ودو، بیست‌وسه و بیست‌وچهار می‌شد. این اندرزگاه محل نگهداری زندانی‌های عقیدتی بوده و به بند سپاه پاسداران شهرت داشت. این شهرت به‌خصوص پس از انتقال حسین غلامی آذر به اندرزگاه هشت شدت گرفت. وی به علت اعتراض به بی‌عدالتی قوه قضائیه، خود را در محل دادگاه ویژه روحانیت به آتش کشید.

#### اندرزگاه نه
اندرزگاه نه نهمین اندرزگاه رجایی‌شهر بود که شامل سالن‌های بیست‌وپنج، بیست‌وشش و بیست‌وهفت می‌شد.

#### اندرزگاه ده
اندرزگاه ده دهمین اندرزگاه رجایی‌شهر بود که شامل سالن‌های بیست و هشت، بیست‌ونه و سی می‌شد.

#### اندرزگاه‌های دیگر
زندان رجایی‌شهر همچنین یک اندرزگاه مختص به زنان زندانی داشت.

### سوئیت
زندان رجایی‌شهر دارای بخشی به نام سوئیت است که زندانی‌هایی در سالن درگیری ایجاد کرده‌اند یا چندین ساعت تا قصاصشان باقی مانده مدت زمانی را در آنجا سپری می‌کنند.

### اتاق
هر سالن دارای ۳۰ یا ۳۱ اتاق بود و هر اتاق دو متر در دو متر است که بیشتر مواقع زندانی‌ها به‌صورت چهار نفره یا پنج نفره در آن زندگی می‌کردند. در این سالن‌ها زندانی‌ها فاقد تختخواب بوده و بر روی سطح زمین می‌خوابیدند. البته برخی از سالن‌ها فضای بزرگتر داشته و دارای تختخواب چندطبقه بودند. اتاق‌ها فاقد دوربین مدار بسته بوده و نظارتی در داخل سالن‌ها و اتاق‌ها به‌صورت مستقیم نبود و تنها وکیل‌بند وظیفه نظارت را بر عهده داشت.

### هواخوری
زندانی‌های هر اندرزگاه از یک هواخوری استفاده می‌کردند که زندانی‌ها در زمان‌بندی مشخصی می‌توانستند در آنجا حضور یابند. هواخوری زندان رجایی‌شهر از هر سمت دارای چندین دوربین مداربسته بود تا درصورت قتل در داخل هواخوری متوجه عامل آن شوند.

## پرسنل
چهار زندان در استان البرز قرار دارد که ۲ زندان رجایی‌شهر و قزلحصار زیر نظر اداره کل زندان‌های استان تهران و زندان‌های کرج و کچویی نیز زیرنظر اداره کل زندان‌های استان البرز اداره می‌شد.

### دادیار
از دادیاران زندان رجایی شهر می‌توان به حمید نوری اشاره کرد. حمید نوری از نزدیکان سید ابراهیم رئیسی و یکی از مسئولان هیئت اعدام در زندان‌های اوین و رجایی‌شهر بوده است. بنابر شهادت‌ها و کتاب‌های منتشر شده از خاطرات زندانیان سیاسی، حمید نوری با نام مستعار «عباسی» در زمان اعدام‌ها دادیار زندان رجایی‌شهر بوده است. وی به دلیل دست داشتن در اعدام دسته‌جمعی زندانیان عقیدتی سیاسی ایران در تابستان ۱۳۶۷ و فعالیت در زندان رجایی‌شهر در سوئد به حبس ابد محکوم و نهایتاً در ۲۶ خرداد ۱۴۰۳ طی تبادل زندانی بین دو کشور آزاد و به ایران بازگشت.

## زندانی‌ها
زندانی‌هایی که با درجه مباشرت، مشارکت، معاونت و مساعدت در جرم‌های قتل، زورگیری، آدم‌ربایی، تجاوز و لواط در استان تهران دستگیر و بازداشت می‌شوند پس از بازپرسی به زندان رجایی‌شهر منتقل می‌شدند. آمار کل زندانی‌ها میان ۸ الی ۱۲ هزار نفر تخمین زده می‌شود، در حالی که ظرفیت استاندارد آن حدود ۳۰۰۰ نفر می‌باشد. زندانیان عقیدتی بهایی و اهل سنت نیز در این زندان نگهداری می‌شدند که شناخته شده‌ترین زندانی اهل سنت که شهرام احمدی نام دارد، به همراه ۲۴ زندانی سنی مذهب در ۱۲ مرداد سال ۱۳۹۵ اعدام شد و این اقدام  جمهوری اسلامی موجب خشم جامعه اهل سنت ایران و فعالان حقوق بشری شد. حمید صفت، سهیل عربی و بهنام موسیوند از جمله زندانیان سیاسی این زندان بودند.

### گستردگی مواد مخدر
متامفتامین و هروئین جزو مخدرهای زندان رجایی‌شهر است که توسط زندانی‌ها پس از بازگشت از مرخصی با هماهنگی برخی از مقام‌های زندان به‌صورت مخفی وارد بندها می‌شود. همچنین مقام‌های زندان با داشتن مجوز میان زندانی‌ها متادون و شب‌ها میان آن‌ها قرص توزیع می‌کردند.
ولی علی‌محمدی مدیر داخلی و رئیس بند چهار زندان رجایی شهر بود که بسیاری از منبع‌های اطلاعاتی به وی لقب «کارتل مواد مخدر» را داده‌اند. همچنین روح‌الله زم خبرنگار و فعال سیاسی ایرانی، در یک برنامه‌ای در شبکه آمدنیوز، ولی علی‌محمدی را مدیر داخلی زندان رجایی شهر نامید. همچنین وی اظهار داشت علی‌محمدی از طریق فروش مواد مخدر و هماهنگی با وکیل بند هر سالن، مواد مخدر را به قیمت چندین برابر می‌فروشد. روح‌الله زم پس از ربایش از عراق به ایران و به بند هشت زندان رجایی شهر روانه شد. وی توسط ولی علی‌محمدی و فرهاد باقری (مسئول اجرای احکام اعدام) در سالن اجرا، اعدام شد.

### زندانی‌های سیاسی
از برخی زندانیان سیاسی در رجایی شهر می‌توان به سهیل عربی، روبرت درویش و بهنام موسیوند اشاره کرد.

### قتل زندانیان در اثر نزاع
برخی وقت‌ها خبر قتل در داخل زندان رجایی‌شهر به گوش می‌خورد که واکنش‌های بسیاری در جامعه ایران پدیده می‌آورد. قتل وحید مرادی در داخل زندان رجایی‌شهر سروصدای بسیاری به پا کرد. وحید مرادی از ارازل‌های معروف تهران در سن ۴۳ سالگی پس تهدید در رسانه اجتماعی اینستاگرام و سپس کشتن یکی از دوست‌های خود با ضربه چاقو و زخمی کردن خواهرزاده‌هایش قصد فرار از کشور را داشت که در مرز ایران و ترکیه بازداشت شد. وحید مرادی به ابتدا به بند خصوصی و سپس به بند عمومی زندان رجایی‌شهر منتقل شد. بعدها در محوطه هواخوری زندان رجایی‌شهر طی یک درگیری در تاریخ ۱۱ تیرماه سال ۱۳۹۷ خورشیدی کشته شد و پس از چندین روز این خبر در سراسر ایران گسترش یافت.

## تحریم

### تحریم ایالات متحده آمریکا
دی ۱۳۹۶، وزارت خزانه‌داری ایالات متحده آمریکا زندان رجایی‌شهر را به دلیل ارتباط با نقض حقوق بشر مورد تحریم قرار داد.
بر اساس این بیانیه زندان رجایی‌شهر جایی است که در آن بسیاری از معترضان به حکومت ایران نگهداری می‌شوند. در این بیانیه آمده که زندانیان محبوس در این زندان از خدمات پزشکی لازم و دسترسی به وکیل قانونی محروم هستند. آزار و اذیت جنسی زندانیان و اعدام‌های غیرقانونی در زندان رجایی‌شهر از دیگر مواردی است که برای تحریم این زندان عنوان شده است.

### اتحادیه اروپا
فروردین ۱۴۰۰، اتحادیه اروپا به علت نقض حقوق بشر در ایران، کشتار و سرکوب معترضان در آبان ۹۸ سه زندان جمهوری اسلامی ایران از جمله رجایی‌شهر را تحریم کرد.

## تخلیه و تعطیلی
خبرگزاری میزان، مرکز رسانه قوه قضاییه در ۱۴ مرداد ۱۴۰۲ اعلام کرد که با تکمیل جابه‌جایی زندانیان حاضر در زندان رجایی‌شهر کرج و انتقال آنان به زندان قزلحصار، این زندان معروف ایران کاملاً تخلیه و تعطیل شده است.

### انتقال زندان
پس از سفر سید ابراهیم رئیسی در فروردین ۱۴۰۱ و موافقت با انتقال زندان‌های رجایی‌شهر و قزلحصار به استان تهران، زندان رجایی‌شهر درحال انتقال است. زندان‌های رجایی‌شهر و زندان قزلحصار هر دو در استان البرز قرار دارند که در راستای اجرای مقررات مربوط به انتقال زندان‌ها به خارج از شهرها به استان تهران منتقل خواهند شد.